# Anschließender Weichenbereich
Der anschließende Weichenbereich ist ein Begriff im Bahnbetrieb und bezeichnet Abschnitte in Bahnhöfen, Abzweigstellen, Überleitstellen und Anschlussstellen, in denen bei einem Fahrtbegriff am Hauptsignal oder einer Zugfahrt mit besonderem Auftrag bestimmte festgelegte Geschwindigkeiten nicht überschritten werden dürfen. 

## Situation in Deutschland
Die für den anschließenden Weichenbereich gültigen Regeln der Deutschen Bahn AG sind in deren Signalbuch (Ril 301) getroffen. Das Signalbuch definiert Anfang und Ende des anschließenden Weichenbereichs sowie die erlaubte Fahrtgeschwindigkeit in Abhängigkeit der Signalisierung.
Die Definition im Signalbuch lautet:
Der anschließende Weichenbereich ist wie folgt begrenzt:
- Der Anfang liegt an dem Signal, ab dem die Fahrt zugelassen wird.
- Das Ende liegt
  - bei einer Fahrt ab Einfahrsignal oder Zwischensignal am folgenden Hauptsignal oder an einem etwa davorliegenden – bei mehreren, am letzten – gewöhnlichen Halteplatz des Zuges,
  - bei einer Fahrt ab Ausfahrsignal hinter der letzten Weiche im Fahrweg, wenn keine Weiche vorhanden ist, am Ausfahrsignal,
  - auf Abzweigstellen, Überleitstellen und auf Anschlussstellen mit Hauptsignal hinter der letzten Weiche im Fahrweg.

Ist am Ende eines anschließenden Weichenbereichs eine höhere Geschwindigkeit zugelassen, darf die Geschwindigkeit erst dann erhöht werden, wenn der Zug den anschließenden Weichenbereich vollständig verlassen hat. Dies gilt nicht bei Halt am gewöhnlichen Halteplatz.
Im anschließenden Weichenbereich gilt ab dem die Fahrt zulassenden Signal die dort gültige Geschwindigkeit. Sie darf nicht überschritten werden, bis die letzte Achse des Zuges den anschließenden Weichenbereich verlassen hat, auch wenn an dessen Ende eine höhere Geschwindigkeit zugelassen ist.
Abweichend davon gilt die Regelung zum gewöhnlichen Halteplatz, wenn es sich nicht um eine Zugfahrt mit besonderem Auftrag handelt: Hat der Zug im Bahnhof einen fahrplanmäßigen Halt, endet der anschließende Weichenbereich spätestens am gewöhnlichen Halteplatz des Zuges, bei mehreren gewöhnlichen Halteplätzen am letzten. Die neue, am folgenden Signal oder im Fahrplan angezeigte Geschwindigkeit gilt in diesem Fall schon bei der Abfahrt des Zuges am gewöhnlichen Halteplatz, auch wenn sich das Zugende noch innerhalb des anschließenden Weichenbereiches befindet. Außerplanmäßig haltende Züge haben keinen gewöhnlichen Halteplatz.
Die zulässige Geschwindigkeit von 40 km/h für eine Zugfahrt mit besonderem Auftrag oder eine Abfahrt in einem Bahnhof, welche durch Kennlicht an einem Hauptsignal zugelassen wurde, gilt ebenfalls mindestens bis zum Ende des anschließenden Weichenbereichs. Sie kann abhängig von der Art des Auftrags weiter eingeschränkt sein.
Eine durch Signal Hp 2 oder Zs 3 vorgeschriebene Geschwindigkeitsbeschränkung kann vor dem Ende des anschließenden Weichenbereichs durch das Zusatzsignal Zs 10 aufgehoben oder durch einen allein stehenden Geschwindigkeitsanzeiger (Zs 3) geändert (bzw. aufgewertet) werden, wenn es sich nicht um eine Zugfahrt mit besonderem Auftrag handelt.

## Situation in der Schweiz
Der Begriff anschließender Weichenbereich kommt in den Fahrdienstvorschriften nicht mehr vor. Hier wird grundsätzlich der Begriff Geschwindigkeitsschwelle angewendet. Diese liegt an signalisierten Geschwindigkeitsänderungen normalerweise beim Zugsignal. Aber es gibt klar definierte Ausnahmen, dass sie spätestens bei der ersten Weiche gilt, oder bei fehlenden Signalen die Geschwindigkeitsschwelle bei Einfahrt, dies die erste spitzbefahrenen Weiche ist. Zeigt das nächste Zugsignal eine höhere Geschwindigkeit, darf diese erst gefahren werden, wenn das Zugende die letzte ablenkende Weiche freigelegt hat und die Zugspitze die letzte Weiche des Abschnittes befahren hat. Die festen Geschwindigkeitsschwellen im Bahnhof befinden sich bei der ersten und letzten Weiche. Diese sind notwendig, wenn im Bahnhof eine geringere Höchstgeschwindigkeit gilt als auf den anschließenden Strecken.

## Situation in Österreich

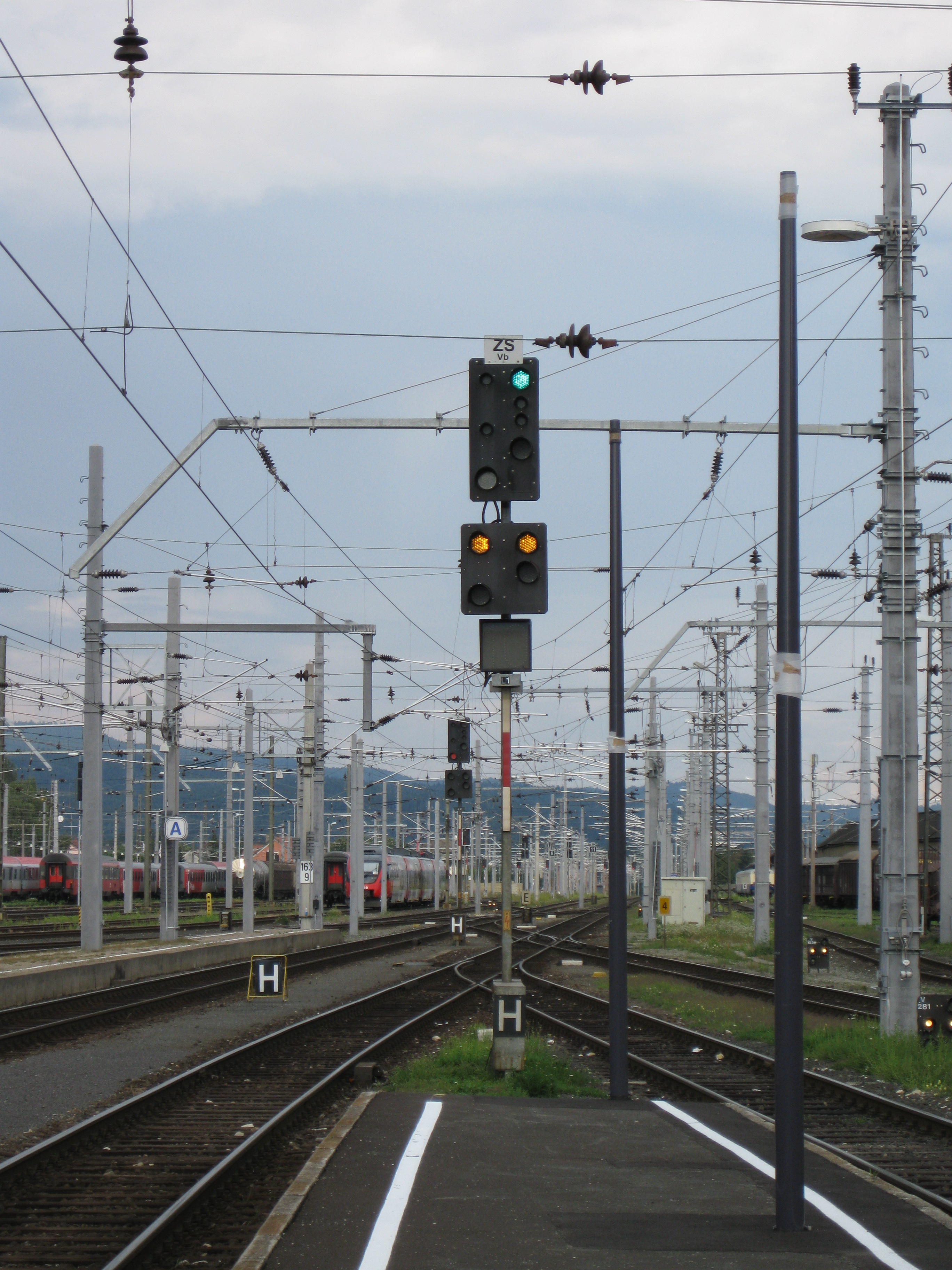
Der Begriff „Frei“ am Hauptsignal erlaubt Fahrt mit örtlich zulässiger Geschwindigkeit (Fahrplangeschwindigkeit) im Weichenbereich

Der Weichenbereich ist in Österreich in § 82 der Eisenbahnbau- und Betriebsverordnung definiert. Als Beginn des Weichenbereiches gilt der Standort des den Weichenbereich deckenden Hauptsignals, in Bahnhöfen von Nebenbahnen mit Trapeztafel die erste befahrene Weiche. Als Ende des Weichenbereiches gilt grundsätzlich das nächsterreichte Hauptsignal der Betriebsanlage; folgt kein Hauptsignal mehr, die letzte befahrene Weiche dieser Betriebsanlage.
Im Weichenbereich ist eine Höchstgeschwindigkeit von 40 km/h einzuhalten, sofern keine abweichende Geschwindigkeit signalisiert wird oder eine geringere örtlich zulässige Geschwindigkeit einzuhalten ist. Eine solche Signalisierung kann durch das Hauptsignal, einen Geschwindigkeitsanzeiger oder durch Führerstandsignalisierung erfolgen.
Eine ähnliche Definition findet sich in § 2 des Signalbuchs der ÖBB, wobei dort angegeben ist, dass ein Weichenbereich nur einem Einfahr-, Zwischen-, Ausfahr- oder Deckungssignal oder einer Trapeztafel folgt.